# Cameraria macrocarpae
Cameraria macrocarpae är en fjärilsart som beskrevs av Freeman 1970. Cameraria macrocarpae ingår i släktet Cameraria och familjen styltmalar. Inga underarter finns listade i Catalogue of Life.